# Conrad Wallenrod

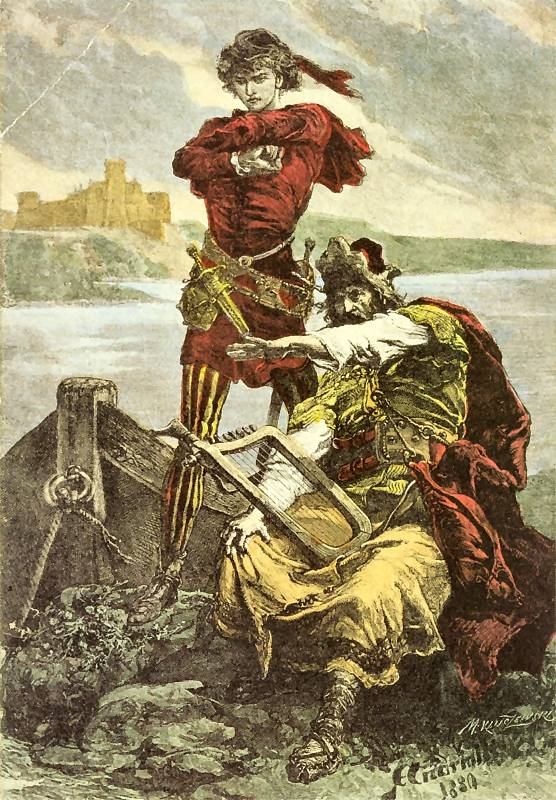
Alf et Halban, illustration de Michał Elwiro Andriolli.

Conrad Wallenrod est un roman en vers d'Adam Mickiewicz, écrit lorsqu'il vivait encore à Saint-Pétersbourg, en exil après sa participation à l'organisation des Philomathes, et publié en 1828.

## Dédicace
Adam Mickiewicz a dédié ce poème à "Bonaventure et Jeanne Zaleski, en souvenir de l'année 1827".
L'épigraphe de ce poème est tirée du XVIIIe chapitre du Prince de Machiavel: "Dovete adunque sapere, come sono due generazioni da combattere... bisogna essere volpe e leone".

## Contexte politico-historique
Adam Mickiewicz protesta contre le cloisonnement polono-lituanien entre l'Empire russe, le Royaume de Prusse et l'Autriche des Habsbourg à la fin du XVIIIe siècle.
Considéré comme "manuel de conspiration" par l'historien Maurice Mochnacki, le poème a servi d'inspiration à l'Insurrection de Novembre 1830 contre la domination russe. Bien que le thème fût subversif, il était évident pour la plupart de ses lecteurs, mais a pu échapper à la censure, principalement grâce à l'hommage rendu au tsar Nicolas Ier de Russie, en préface de la deuxième édition.

## Résumé
Il est décrit brièvement les interactions entre les Lituaniens, les Prussiens, Polonais et Russes, au XIVe siècle.
Évoqué sous forme de six chants (l'Élection, l'Hymne, le Chant, le Banquet, la Guerre, les Adieux) racontant l'histoire fictive de Wallenrod, un païen lituanien (autrefois prénommé Alf) capturé et élevé comme un chrétien par son ennemi de longue date, l'Ordre des Chevaliers Teutoniques.
Élevé au rang de Grand Maître, son patriotisme se réveille à l'écoute d'un chant, le mystérieux ménestrel (waydelote) étant d'origine lituanienne.
Il cherche alors la vengeance, avec son compatriote Halban (d'aucuns prétendent qu'il est le waydelote), en conduisant délibérément ses chevaliers dans une défaite militaire majeure.
Il s'avère que Wallenrod a une femme, Aldona "la recluse", qui vit dans l'isolement d'une tourelle.
Les Chevaliers découvrent la trahison et le condamnent à mort ; Aldona refusant de s'enfuir avec lui, Wallenrod se suicide.
Adam Mickiewicz s'est inspiré de Byron pour Grażyna et Wallenrod, de Dante pour Les Aïeux, et de Goethe pour Pan Tadeusz.

## Adaptation
À deux reprises, Conrad Wallenrod fut adapté à l'opéra, en 1874 avec I Lituani d'Amilcare Ponchielli et en 1885 avec Konrad Wallenrod de Władysław Żeleński.